# Systematické názvosloví chemických prvků
Systematické názvosloví chemických prvků je způsob vytváření dočasných názvů chemických prvků na základě protonového čísla.

## Pravidla IUPAC
| Číslo | Kořen | Značka |
| ----- | ----- | ------ |
| 0     | nil   | n      |
| 1     | un    | u      |
| 2     | b(i)  | b      |
| 3     | tr(i) | t      |
| 4     | quad  | q      |
| 5     | pent  | p      |
| 6     | hex   | h      |
| 7     | sept  | s      |
| 8     | oct   | o      |
| 9     | en(n) | e      |

Dočasné názvy nově objevených (nebo doposud neobjevených) prvků jsou odvozeny z protonového čísla chemického prvku. Každá číslice je přeložena do numerického kořene podle uvedené tabulky. Kořeny jsou zkráceny a název je ukončen příponou "-ium". Některé kořeny jsou latinského a některé řeckého původu z důvodu zamezení dvou čísel začínajících stejným písmenem. Existují dvě (elizní) pravidla pro prevenci netypicky vypadajících názvů.
- Pokud se slabika "bi" nebo "tri" končí na "ium", tedy poslední číslo je 2 nebo 3, výsledek se končí na "bium" nebo "trium" a ne "biium" nebo "triium".
- Pokud za "enn" následuje "nil", tedy nastane sekvence "-9-0-", výsledek je "ennil" a ne "ennnil".

Systematická značka prvku je složena z prvních písmen každého kořene, přičemž první písmeno je velké.
Všechny chemické prvky do protonového čísla 118 včetně, dostaly definitivní název a značku. Používání systematických názvů se doporučuje pouze pro prvky s protonovým číslem 119 včetně a vyšším. V praxi jsou systematické názvy pouze ty s mnemotechnické značkou.
| Prvek 119: | un + un + enn + ium =      | ununennium (Uue)      |
| Prvek 208: | bi + nil + oct + ium =     | biniloctium (Bno)     |
| Prvek 457: | quad + pent + sept + ium = | quadpentseptium (Qps) |
| Prvek 986: | enn + oct + hex + ium =    | ennocthexium (Eoh)    |

Poznámka: Tyto příklady uvádějí hypotetické prvky. V roce 2006 měl poslední známý prvek atomové číslo 118.